# Filip Meirhaeghe
Filip Meirhaeghe, född den 5 mars 1971 i Gent, är en belgisk tävlingscyklist som tog OS-silver i mountainbike vid olympiska sommarspelen 2000 i Sydney.